# Drobeta

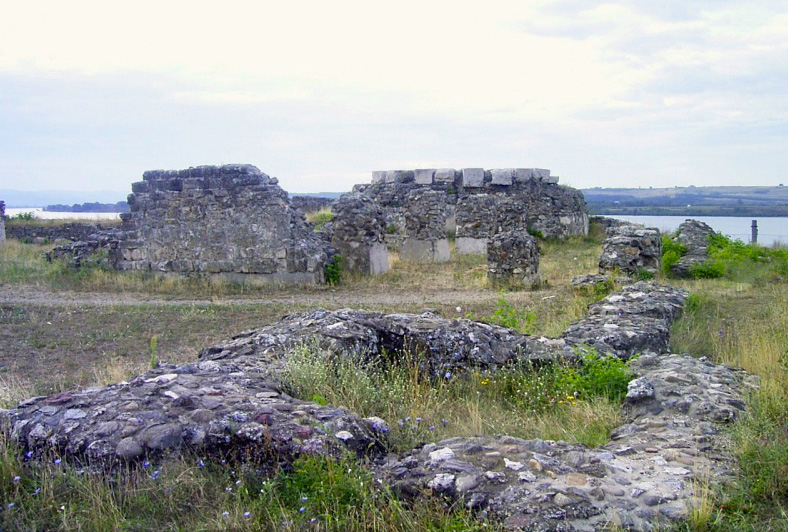
Turnu Severin – castrul roman Drobeta

Drobeta sau Drubeta a fost o așezare dacică situată pe locul actualului oraș Drobeta Turnu-Severin. Ocupată de romani în urma primului război cu dacii (101-102), a devenit un important centru meșteșugăresc și de trafic comercial. Romanii au construit aici podul de peste Dunăre, cunoscut ca Podul lui Traian, ale cărui ruine se mai văd și azi, și un castru militar, care a dăinuit și după părsirea Daciei de armata și administrația romană. În timpul împăratului Publius Aelius Traianus Hadrianus (117-138), Drobeta a căpătat rang de municipiu, iar în timpul lui Septimiu Sever (193-211) rangul de colonie. În secolul al V-lea, orașul a fost distrus de către huni, fiind refăcut de Iustinian în secolul al VI-lea sub numele de Teodora.
Resturile orașului roman sunt în prezent clasate ca monument istoric, cu codul MH-I-s-B-10044.

## Viața religioasă
Înainte de retragerea autorității civile romane din Dacia (275 e.n.) creștinismul, având adepți răspândiți în toate coloniile Imperiului Roman, era încă o religie minoritară. Templele castrului Drobetei sunt citate în perioada împăratului Gordian al III-lea (238-244) ca unele dintre puținele locuri unde în Dacia se practicau, printre soldații legionari romani, misterele cultului (cu dedicație militară) lui Jupiter Dolichețianul (la origine un zeu oriental, inclus în Panteonul roman, adorat pe teritoriul Siriei de astăzi ca zeul suprem Baal al cerului și al furtunii). Legat de cultul particular roman al lui Jupiter (Baal) Dolichețianul la Drobeta, este citată Cohorta a III-a Campestris, pe care cercetători francezi o asociază miticei Cohorte a III-a Dacice, prezentă în Castru în 179 e.n.